# Милашки (фильм, 1960)
«Милашки» (фр. Les Bonnes Femmes) — французский фильм режиссёра Клода Шаброля, вышедший на экраны в 1960 году.
Этот четвёртый полнометражный фильм Шаброля в жанровом плане сочетает мелодраму, комедию с элементами сатиры и криминальную драму, что отличало большинство первых экспериментальных фильмов Французской новой волны.

## Сюжет
Фильм рассказывает о нескольких эпизодах из жизни молодых парижанок. Однажды вечером две молодые девушки — Жан (Бернадетт Лафон) и Жаклин (Клотильд Жоано) — выходят из ночного клуба и, не торопясь, бредут по бульвару. Двое непривлекательных и женатых, но обеспеченных мужчин — Альбер и Марсель — следуют за ними на белом Кадиллаке, уговаривая продолжить вечер совместно в одном уютном ресторане. На заднем плане видна фигура человека на мотоцикле. Не долго думая, девушки соглашаются. Жан ведёт себя довольно смело, как будто знает толк в общении с мужчинами. Жаклин настроена более сдержанно, и после выхода из ресторана отправляется домой. Жан же едет вместе с мужчинами на их квартиру и возвращается домой только утром, чтобы переодеться на работу.
Жан делит маленькую квартирку с Жинетт (Стефан Одран), вместе с которой работает в небольшом магазинчике. Там же работают и Жаклин, и Рита (Люсиль Сен-Симон), а также кассирша Луиз, которая в той или иной степени следит за девушками. Жаклин в свой первый же свой рабочий день приходит с опозданием, её вызывает в свой кабинет пожилой управляющий со сладострастными глазами и шаловливыми руками и читает ей мораль.
Все четыре девушки весь день скучают на работе в магазине, в котором практически нет посетителей. Их настоящая жизнь начинается после работы. По вечерам Жинетт в тайне от своих подруг подрабатывает певицей в уличном мюзик-холле, видимо, рассчитывая стать профессиональной актрисой. Рита рассчитывает удачно выйти замуж, она помолвлена с глуповатым парнем из буржуазной семьи, который стыдится познакомить её со своими родителями.
Вечером девушки идут сначала в уличное варьете (где с удивлением видят выступление Жинетт), а затем большой компанией — в плавательный бассейн. Оказавшиеся там же Марсель и Альбер начинают навязчиво приставать к девушкам, создавая неприятную суету и шум, и в итоге им на помощь приходит таинственный мотоциклист. Это производит на Жаклин впечатление, и на следующий день она вместе с ним идёт в ресторан, где они нежно держатся за руки и говорят о любви. Затем они гуляют по лесопарку, и заходят в уединённое место, где Жаклин присаживается на землю, а мотоциклист неожиданно наваливается на неё и душит.

## В ролях
- Бернадетт Лафон — Жан
- Клотильд Жоано — Жаклин
- Стефан Одран — Жинетт
- Люсиль Сен-Симон — Рита
- Шарль Бельмон — курьер (нет в титрах)

## Характеристика
Подобно ранним картинам Жана-Люка Годара, Франсуа Трюффо и собственным работам, таким как «Кузены», Шаброль показывает жизненную неподготовленность молодых людей, вступающих в полный красоты, соблазнов и пороков мир парижской жизни конца 1950-х и начала 1960-х годов.
В лучших традициях Французской новой волны Шаброль отказывается от работы в студии и ведёт съёмку непосредственно на парижских улицах, в магазинах, ресторанах, кафе, ночных клубах, в плавательном бассейне и варьете. Съёмка часто ведётся ручной камерой, без штатива, игра актёров порой носит полу-импровизационный характер. Композиция далека от классической, повествование ведётся свободно и строится как серия как будто случайно выхваченных камерой сцен различной продолжительности и значимости, порой не имеющих очевидной смысловой нагрузки и работающих только на атмосферу фильма. Манера подачи материала нарочито отстранённая, что создаёт общее впечатление документального кино и тем самым повышает его убедительность.
Главной темой картины является поиск молодыми девушками своего места в жизни. Каждая из четырёх героинь выражает собственный оригинальный тип характера или взгляд на жизнь: Жан не заботится о будущем и ищет лёгких и краткосрочных наслаждений в компании обеспеченных мужчин, Рита хочет выйти замуж по расчёту за богатого наследника, Жаклин ждёт принца, а Жинетт рассчитывает сделать профессиональную артистическую карьеру.
За короткий отрезок времени девушки сталкиваются с различными типами мужчин, которые в данной картине представлены как носители различных пороков и недостатков — здесь и дамский прилипала с идиотскими шуточками, и его жирный прихлебатель, и сладострастный старик-управляющий, и диковатый поклонник, и тупой жених с отцом-тираном, и просто затаившийся маньяк.
Интригу в сдержанное, почти отстранённое изображение обыденных событий, вносят сексуальные флюиды, испускаемые девушками, на которые реагируют окружающие их мужчины, а также некое чувство неминуемости того, что что-то должно произойти. Отчасти эту хичкоковскую загадочность и связанную с ней опасность генерирует фигура таинственного мотоциклиста, который непредсказуемым образом проявляет себя только в самом финале картины.
Это беглый взгляд на жизнь парижского квартала, его ночные улицы, его красивых молодых обитательниц и не столь красивых флиртующих с ними мужчин, представленный через серию чудесных и увлекательных эпизодов. Возможно, это не самый знаменитый и не самый выдающийся фильм Французской новой волны, но это более чем достойный образец этого направления. С. А. Соловьёв признаваясь в своих симпатиях к творчеству Шаброля говорил: «Из того, что я у него видел, лучший фильм — „Милашки“, с неожиданным финалом. На мой взгляд, Шаброль схватил что-то существенное из той же парижской жизни. Меня поразило композиционное построение этой вещи — такой чувственный фильм с такой сильной любовью, и вдруг выясняется, что герой — маньяк».

## Рейтинги
- IMDB  ссылка
- Allrovi  ссылка (недоступная ссылка)